# 樱井希达贝
樱井希达贝（学名：Schilderia sakuraii）为宝贝科希达贝属的动物。分布于菲律宾，包括东海、南海等海域，多生活在600英尺水深。该物种的模式产地在台湾。